# Der talentierte Mr. Ripley (Film)
Der talentierte Mr. Ripley (Originaltitel: The Talented Mr. Ripley) ist eine Verfilmung des gleichnamigen Romans von Patricia Highsmith. Der Film wurde 1999 von Anthony Minghella gedreht. Bereits 1960 diente der Roman als Vorlage für den Film Nur die Sonne war Zeuge mit Alain Delon und Maurice Ronet in den Hauptrollen.
Der Film wurde hauptsächlich in Italien gedreht, unter anderem in Ischia Ponte, Rom und Venedig.

## Handlung
Auf einer Party der reichen Gesellschaft im New York der späten 1950er Jahre spielt Thomas „Tom“ Ripley zur Unterhaltung der Gäste Klavier und trägt dabei einen Blazer der Princeton University. Daraufhin hält ihn der schwerreiche Werftbesitzer Herbert Richard Greenleaf sen. für einen Ex-Kommilitonen seines einzigen Sohnes Herbert Richard „Dickie“ Greenleaf jr. Tom gibt vor, Dickie zu kennen, doch in Wahrheit ist der Blazer geliehen und Tom ein mittelloser junger Mann, der sich mit Gelegenheitsjobs durchschlägt – beispielsweise bürstet er auf der Toilette des Lyceum Theatre die Smokings feiner Herren aus. Greenleaf sen. lädt Tom zu einem Besuch seiner Schiffswerft ein, wo er ihm 1.000 Dollar (nach heutiger Kaufkraft etwa 10.000 Euro) anbietet, damit dieser ins (fiktive) italienische Mongibello bei Neapel reist, wo Dickie seit einiger Zeit mit Marjorie „Marge“ – seiner ebenfalls aus der New Yorker Upper Class stammenden schriftstellernden Verlobten lebt – und dem süßen Nichtstun frönt; Tom soll Dickie überzeugen nach New York zurückzukehren und seine Verpflichtungen als Firmenerbe wahrzunehmen. Tom willigt ein und reist erster Klasse auf einem Transatlantikliner nach Europa. Zuvor hatte er von Greenleaf sen. erfahren, dass sein Sohn ein begeisterter Fan von Jazzmusik ist und leidlich Saxophon spielt. Vor der Abreise befasst Tom sich deshalb intensiv mit dem ihm bisher weitgehend fremden Musikstil.
Bei der italienischen Passkontrolle lernt Tom Ripley die reiche US-amerikanische Erbin Meredith Logue kennen und gibt sich ihr gegenüber spontan als Dickie Greenleaf aus; schließlich hat ihm der Fahrer der Greenleafs noch in New York erzählt, der Name der Industriellenfamilie öffne Türen. Während Meredith weiter nach Rom fährt, nimmt Tom den Bus Richtung Neapel, wo er am Strand von Mongibello Dickie und Marge trifft. Er stellt sich als Mitstudent aus Princeton vor, worauf sich Dickie erwartungsgemäß nicht an ihn erinnern kann. Marge lädt Tom ein, vor seiner Abfahrt mit ihnen zu abendzuessen. Tom beobachtete in den nächsten Tagen Dickies Gewohnheiten und erfährt rasch, dass dieser Marge mit der ortsansässigen Verkäuferin Silvana betrügt. Vor dem gemeinsamen Essen in Marges Haus eröffnet Tom Dickie schließlich, dass er den Auftrag hat, ihn zurück nach Amerika zu lotsen. Dickie betont, dass er um keinen Preis der Welt wieder zurückgehen werde. Die Szene, als Dickie begeistert von Toms Imitationstalent ist, weil dieser täuschend echt die Stimme von Greenleaf sen. nachahmen kann, ist für den Film titelgebend.
Nachdem Tom klar geworden ist, dass sein Auftrag, Dickie zurückzuholen, zu scheitern droht, greift er zu einer List: Als er sich von Marge und Dickie verabschiedet, zerreißt ihm „zufällig“ seine Tasche, wobei Jazzplatten zum Vorschein kommen. Dickie lädt den vermeintlichen Jazz-Liebhaber daraufhin zum Besuch eines Nachtclubs in Neapel ein. Dieser Abend schweißt die beiden eng zusammen und Tom zieht in Dickies Haus ein. Gemeinsam mit Marge verbringen sie glückliche Tage; sie halten Toms Tarnung gegenüber Greenleaf sen. aufrecht und investieren das Geld, das Tom von diesem erhalten hat, u. a. in einen Kühlschrank.
Tom scheint immer mehr in Dickies Fußstapfen treten zu wollen: Er imitiert ihn heimlich, trägt Dickies Uhr und posiert mit dessen Kleidungsstücken vor dem Spiegel. Als die beiden in der Badewanne Schach spielen, wird ein sexuelles Interesse Toms angedeutet, das Dickie nicht verborgen bleibt und ihn irritiert.
Nach einem Besuch in Rom, bei dem Tom Dickies Bekannten, den amerikanischen Lebemann Frederick „Freddie“ Miles, kennen lernt, scheint die Freundschaft der beiden Männer jedoch langsam Risse zu bekommen: Dickies Sprunghaftigkeit und die Tatsache, dass er zunehmend das Interesse an Tom verliert, verletzen diesen. Dickie dagegen wird Tom langsam lästig. Die Stimmung wird noch schlechter, als während eines Madonnenfestes Dickies heimliche Geliebte Silvana tot aus dem Wasser geborgen wird: Silvana war von Dickie schwanger und hat Suizid begangen, nachdem Dickie sie bei einer Abtreibung finanziell nicht hatte unterstützen wollen. Tom eröffnet dem niedergeschlagenen Dickie, dass sein Geheimnis bei ihm sicher sei.
Als Greenleaf sen. Tom per Brief schließlich höflich davon in Kenntnis setzt, dass er seine Zahlungen an ihn einstellen wird, da sein Vorhaben Dickie nachhause zu holen wohl gescheitert ist, schlägt Dickie Tom einen letzten gemeinsamen Ausflug vor, bevor sich ihre Wege trennen. Die beiden fahren zu einem Jazzfest nach Sanremo. Am nächsten Tag erkunden sie dort mit einem Motorboot die Bucht, da Dickie plant, nach Sanremo zu ziehen. Auf dem offenen Meer kommt es schließlich zu einer Auseinandersetzung, nachdem Toms Idee, im nächsten Jahr selbständig nach Italien zu ziehen und zwischen Rom und Mongibello zu pendeln, bei Dickie nicht auf Gegenliebe gestoßen ist. Dickie erklärt, von Tom genug zu haben. Der Streit eskaliert und Tom erschlägt Dickie mit einem Ruder. Anschließend versenkt er das Boot mit der Leiche.
Als der Portier des Hotels in Sanremo Tom als „Signor Greenleaf“ anspricht, begreift Tom, dass er nun die Chance hat, seinen Traum zu verwirklichen und Dickies Leben (weiter) zu führen. Er schreibt in dessen Handschrift einen Brief an Marge, in welchem Dickie ankündigt, Abstand von ihr zu brauchen und deshalb nach Rom zu ziehen. In Rom quartiert sich Tom jeweils als Dickie und als Tom in zwei verschiedenen Hotels ein. Er begegnet Meredith wieder, die ihn für Dickie hält, als der er sich bei seiner Hinreise vor ihr ausgegeben hat. Sie gehen zusammen in die Oper zu einer Aufführung von Tschaikowskys Eugen Onegin. In der Pause trifft Tom zufällig auf Marge, die mit Peter Smith-Kingsley – einem weiteren wohlhabenden Bekannten Dickies – unterwegs ist. Marge ist voller Sorge um Dickie, der schon lange nichts mehr von sich hören lassen hat. Tom kann eine Begegnung der beiden Frauen, die sein Doppelleben aufgedeckt hätte, verhindern. Er lotst Peter und Marge am nächsten Tag in ein Café, in welchem er sich zur gleichen Zeit mit Meredith verabredet hat. Aus der Ferne beobachtet er, wie sich sein Problem nun von selbst löst, da alle miteinander ins Gespräch kommen. Meredith erklärt Peter und Marge, mit Dickie in der Oper gewesen zu sein und versichert, dass Dickie wohlauf sei und die Beziehung zu Marge nicht aufgegeben habe.
Einige Zeit später feiert Tom Weihnachten in seiner mittlerweile als Dickie gemieteten römischen Wohnung, als er überraschend Besuch von Freddie Miles bekommt. Freddie scheint den Braten zu riechen, obwohl Tom vorgibt, dass Dickie gerade ausgegangen sei. Nachdem die Vermieterin Tom mit „Ciao, Dickie!“ begrüßt und Freddies Argwohn damit bestätigt, tötet Tom Freddie mit einem Schlag auf den Kopf und lässt die Tat wie einen Raubmord aussehen. Wenig später wird das versenkte Boot (ohne Leiche) vor Sanremo gefunden und Tom wird nun als Dickie des Mordes an Freddie verdächtigt; des Weiteren wird vermutet, dass er als Dickie etwas mit dem „Verschwinden“ von Tom zu tun hat. Tom fälscht einen zweiten Brief von Dickie an Tom, in dem Dickie den Mord an Freddie quasi zugibt sowie Selbstmordabsichten suggeriert. Er entscheidet sich widerwillig, von nun an wieder als Tom Ripley weiterzuleben und zieht nach Venedig, wo er Peter Smith-Kingsley besucht, der dort Dirigent ist. Zwischen Tom und Peter entwickelt sich eine enge Freundschaft; unklar bleibt, ob es sich sogar um eine homosexuelle Beziehung handelt.
Bei der venezianischen Polizei wird Tom von dem römischen Polizisten Colonel Verrechia verhört, der ihn glücklicherweise aus Rom, wo er als Dickie mit Inspector Roverini gesprochen hat, nicht kennt. Mittlerweile gilt Dickie als verschollen und die Polizei ermittelt, nachdem dessen (von Tom gefälschter) „Abschiedsbrief“ entdeckt wurde. Marge kommt zu Tom nach Venedig und auch Greenleaf sen. reist mit dem von ihm engagierten Privatdetektiv Alvin MacCarron an.
Marge, die in Toms gemieteter venezianischer Villa übernachtet, findet Dickies Ringe in Toms Sachen und ist zutiefst verstört. Tom behauptet, dass Dickie ihm die Ringe gegeben habe. In die angespannte Situation platzt Peter Smith-Kingsley, der Toms Version der Geschichte glaubt und damit unwissentlich Tom davon abhält, die nichts ahnende Marge umzubringen. Zu Toms Glück sind der Privatdetektiv und Greenleaf sen. überzeugt, dass Dickie Freddie ermordet und sich anschließend das Leben genommen hat, denn der Privatdetektiv hat von Dickies schwangerer Geliebter erfahren. Außerdem gibt es Zeugen, die Dickie (alias Tom) beim Einsteigen in Freddies Auto gesehen haben. Wie Tom von dem Privatdetektiv erfährt, hat der für seinen Jähzorn bekannte Dickie bereits in Princeton ein Gewaltdelikt verübt, als er einen anderen Studenten aus Eifersucht so schwer misshandelt hat, dass dieser in Lebensgefahr schwebte und bleibende Schäden davontrug. MacCarron teilt Tom außerdem mit, dass Greenleaf sen. nicht die Absicht habe, seine Theorie der italienischen Polizei mitzuteilen und auch hoffe, dass Tom Stillschweigen bewahrt. Als Anerkennung soll Tom dafür einen Teil von Dickies Trust-Vermögen erben, wie es auch in Dickies „Abschiedsbrief“ angedeutet wird.
Marge beschuldigt Tom bis zuletzt des Mordes, ihr wird jedoch nicht geglaubt. Nachdem die Geschichte ausgestanden ist, reisen Tom und Peter glücklich mit dem Schiff nach Athen, wo Peter ein Konzert hat. An Deck trifft Tom Meredith wieder, die ihn nur als Dickie kennt und enttäuscht ist, dass er einst so plötzlich aus Rom verschwunden ist. Tom tischt ihr ein letztes Lügenmärchen auf und verspricht, alles später zu erklären. Die beiden küssen sich. Als Tom zurück in die Kabine geht, muss er feststellen, dass er und Meredith von Peter beobachtet wurden. Nun bleibt Tom nichts anderes übrig, als Peter zu töten, damit seine kriminellen Taten nicht aufgedeckt werden. In dieser Szene wird erneut angedeutet, dass Peter und Tom mehr als nur Freundschaft verbindet. Tom Ripley erdrosselt Peter schließlich mit einem Schal.

### Abweichungen des Films vom Roman
Der Film folgt grundsätzlich der Handlung von Highsmiths Roman, Minghella nahm allerdings einige Änderungen vor und führte eine neue Figur ein.
Die wohl entscheidendste Veränderung ist die Tatsache, dass Tom Dickie im Film im Affekt tötet, nachdem dieser ihn verspottet und zurückgewiesen hat. Im Roman handelt es sich hingegen um einen von Tom geplanten Mord an seinem Freund, weil ihm auf einer Zugreise die Möglichkeit in den Sinn gekommen ist, Dickies Leben an dessen Stelle weiterzuführen. Tom schlägt Dickie dafür absichtlich eine Bootstour vor und fährt mit ihm auf das offene Meer hinaus.
Außerdem dilettiert Dickie Greenleaf im Buch als Maler, im Film hingegen ist er ein mäßig begabter Saxofonist und Liebhaber von Jazzmusik.
Weitere Unterschiede sind die Tatsache, dass Tom im Buch Dickie bereits – zwar nicht sehr gut, aber doch entfernt – aus New York kennt und dass die Liebesbeziehung zwischen Marge und Dickie im Buch besonders von Dickies Seite nicht so intensiv ist, wie sie im Film gezeigt wird; die beiden halten sie außerdem Tom gegenüber geheim. In der Romanvorlage spielt Peter Smith-Kingsley eine unbedeutende Rolle; es kommen auch keine Szenen vor, die eine Homosexualität Toms andeuten. Der Tom des Romans ist schon vor dem Verbrechen an Dickie kriminell und betätigt sich in New York als Betrüger und Fälscher, während Tom im Film seinen Lebensunterhalt durch Gelegenheitsjobs bestreitet.
Minghella schuf in seiner Verfilmung darüber hinaus eine zusätzliche Figur: Meredith Logue, eine amerikanische Erbin, die vom Reichtum ihrer Familie zwar gelangweilt ist, aber gerne deren Geld ausgibt. Sie trifft Tom kurz nach seiner Ankunft in Italien, wo er sich ihr als Dickie Greenleaf vorstellt. Mit der ihnen (vermeintlich) gemeinsamen Verachtung für ihre Familien denkt Meredith, in Tom (alias Dickie) einen verwandten Geist gefunden zu haben und verliebt sich in ihn. Ihre Anwesenheit bringt Tom meist Probleme, da Meredith, die ihn nur als Dickie kennt, oft im unpassenden Moment erscheint. Auch aufgrund dieser neuen Figur weicht die Verfilmung von der Handlung des Buches ab.
Während der Film mit dem Mord Toms an seinem (mutmaßlichen) Geliebten Peter endet, reist Tom in der Romanvorlage allein nach Griechenland. Bei der unbehelligten Ankunft dort wird ihm klar, dass die Polizei ihn nicht mehr verfolgt und er jetzt ein sorgenfreies Leben in Europa genießen kann.

## Synchronisation
Die FFS Film- & Fernseh-Synchron übernahm die Vertonung nach einem Dialogbuch und unter der Dialogregie von Beate Klöckner.
| Rolle                     | Schauspieler           | Synchronsprecher |
| ------------------------- | ---------------------- | ---------------- |
| Tom Ripley                | Matt Damon             | Matthias Hinze   |
| Marjorie „Marge“ Sherwood | Gwyneth Paltrow        | Katrin Fröhlich  |
| Dickie Greenleaf          | Jude Law               | Florian Halm     |
| Meredith Logue            | Cate Blanchett         | Bettina Weiß     |
| Freddie Miles             | Philip Seymour Hoffman | Oliver Stritzel  |
| Peter Smith-Kingsley      | Jack Davenport         | Tom Vogt         |
| Herbert Greenleaf         | James Rebhorn          | Joachim Höppner  |
| Inspektor Roverini        | Sergio Rubini          | Franco Mattoni   |
| Alvin MacCarron           | Philip Baker Hall      | Rainer Basedow   |

## Auszeichnungen
- Im Jahr 2000 gab es Oscar-Nominierungen in den Kategorien Bester Nebendarsteller (Jude Law), Bestes Szenenbild (Roy Walker und Bruno Cesari), Kostümdesign (Ann Roth und Gary Jones), Beste Filmmusik (Gabriel Yared) und Bestes adaptiertes Drehbuch (Anthony Minghella).
- Ebenfalls 2000 wurde der Film in den Kategorien Bester Action-/Adventure-/Thriller-Film und Bester Nebendarsteller für den Saturn Award nominiert.
- Im selben Jahr gewann der Film einen BAFTA Award in der Kategorie Bester Nebendarsteller (Jude Law) und einen Anthony Asquith Award (Preis für die beste Filmmusik – Gabriel Yared); ferner gab es BAFTA-Nominierungen in den Kategorien Beste Kamera (John Seale), Bester Film (William Horberg, Tom Sternberg), Beste Nebendarstellerin (Cate Blanchett) sowie Bestes Adaptiertes Drehbuch (Anthony Minghella).
- 2000 Teilnahme am Wettbewerb der Berlinale.
- Der Film war in den Kategorien Beste Regie (Anthony Minghella), Bester Film – Drama, Beste Filmmusik (Gabriel Yared), Bester Hauptdarsteller – Drama (Matt Damon) und Bester Nebendarsteller (Jude Law) für einen Golden Globe nominiert.

## Kritiken
Der Film erhielt überwiegend positive Kritiken und erreichte bei Rotten Tomatoes basierend auf 134 Kritiken eine Bewertung von 84 %. Bei Metacritic erzielte er ein Metascore von 76, basierend auf 35 Kritiken.

„Ein sehr frei nach dem gleichnamigen Roman von Patricia Highsmith entstandener psychologischer Kriminalfilm, dessen anfänglich lockere und fantasievolle Erzählweise zunehmend einer schwergewichtigen Psychologisierung weicht. Dieser hält die zugrundeliegende Kriminalhandlung auf Dauer kaum stand. Bestechend fotografiert, reizvoll im vielschichtigen Einsatz der Musik.“